# Friedhofskreuz (Mauriac)

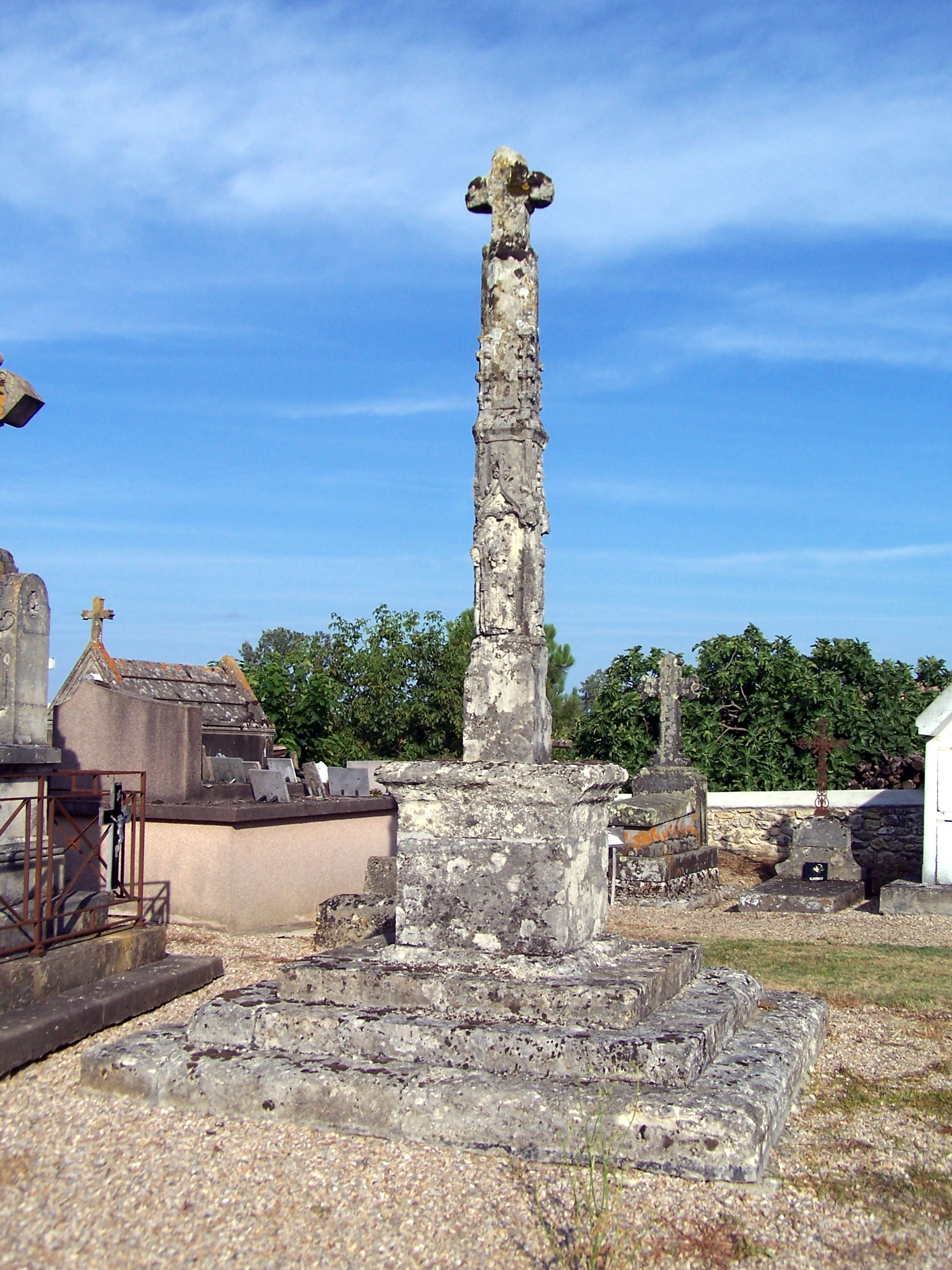
Friedhofskreuz in Mauriac

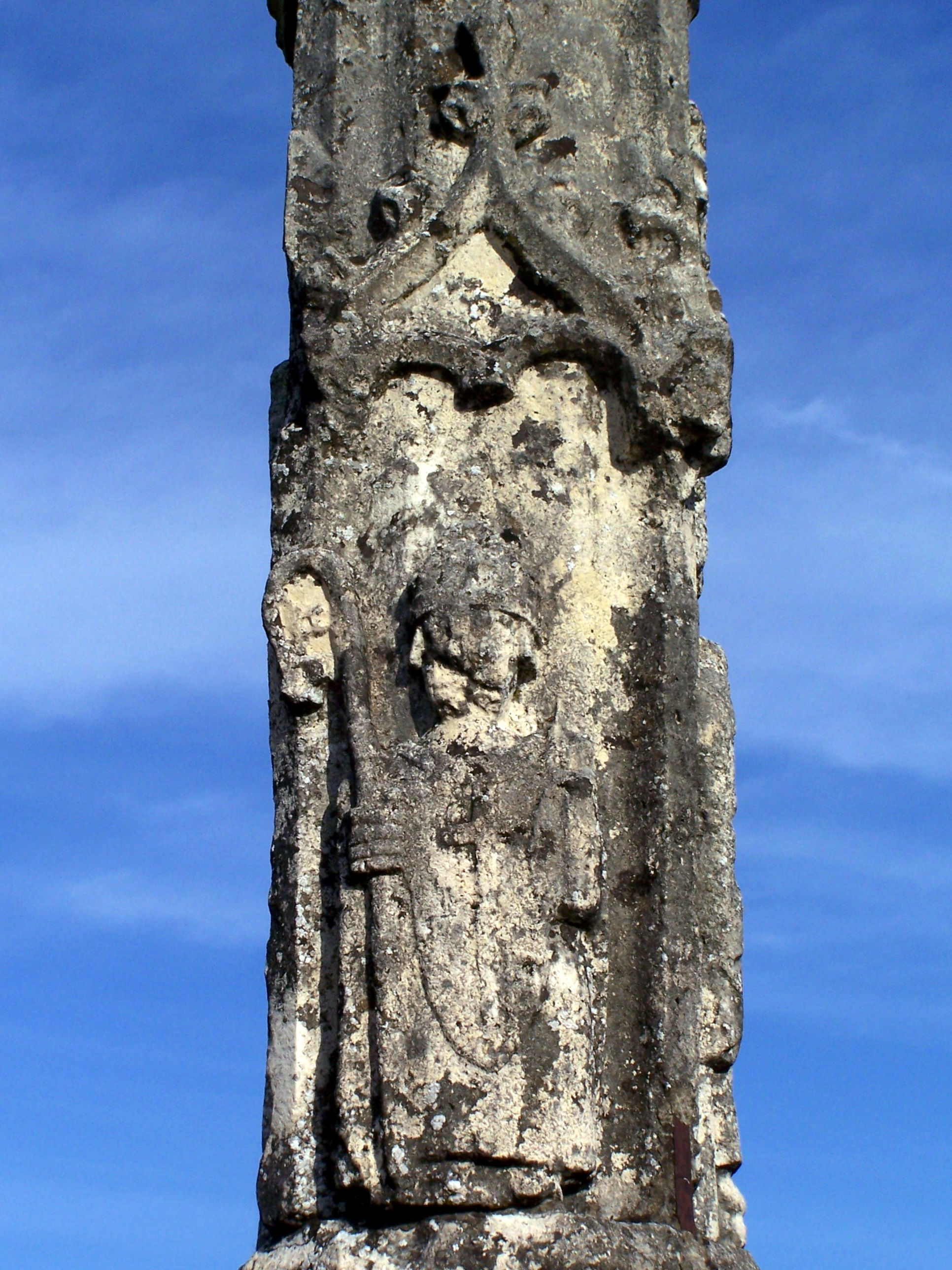
Heiligenfigur am Schaft

Das  Friedhofskreuz in Mauriac, einer französischen Gemeinde im Département Gironde in der Region Nouvelle-Aquitaine, wurde im 15. Jahrhundert errichtet. Im Jahr 1907 wurde das Kreuz als Monument historique in die Liste der Baudenkmäler in Frankreich aufgenommen.
Der Schaft des Kreuzes, der mit Heiligenfiguren geschmückt ist, stammt aus gotischer Zeit. Das Kreuz selbst ist jünger, ebenso der Sockel.